# Elecciones generales de España de julio de 1836
Las elecciones generales de España de julio de 1836 se celebraron el 13 de julio de 1836 para elegir la III Legislatura de las Cortes Generales bajo el Estatuto Real durante el Reinado de Isabel II.

## Antecedentes
Las elecciones de febrero habían dado una clara mayoría a los progresistas en las Cortes, partido en el Gobierno. Sin embargo, la grave situación que vivía el país por la Primera Guerra Carlista y las medidas radicales de Mendizábal llevaron a un grupo de progresistas disidentes a pasarse a la oposición del Partido Moderado. Entre ellos estaban Francisco Javier de Istúriz, Antonio Alcalá Galiano y Ángel Saavedra, duque de Rivas, prominentes figuras políticas que se enfrentaron al Presidente. Igualmente tuvo este un enfrentamiento con la Reina Gobernadora con ocasión de unos nombramientos de militares a los que la Regente se opuso. Ante la situación el jefe del Gobierno presentó su dimisión el 15 de mayo. 
La reina María Cristina encargó precisamente a Istúriz la formación de gobierno. El Partido Progresista desató una feroz oposición parlamentaria contra él, incluyendo una moción de censura que fue aprobada por el Parlamento. Istúriz respondió pidiendo a la jefa del Estado la disolución de las cámaras, a lo que María Cristina accedió haciendo público, además, un manifiesto criticando a las Cortes por el voto de censura. Se convocaron las nuevas elecciones para el 13 de julio.
Sin embargo, estas Cortes no llegaron a constituirse nunca. Muchos militares se habían acercado a los progresistas porque consideraban que Istúriz no combatía con eficacia a los carlistas. En junio se había producido la expedición del general carlista Miguel Gómez que había amenazado incluso la capital. Ante ello, a finales de julio se sublevó la Guardia Nacional a favor de la Constitución de 1812, extendiéndose el golpe por Andalucía, Aragón, Extremadura, Valencia y algunas unidades militares del norte. Ni el Gobierno ni la Corona cedieron y ello provocó que en la madrugada del 12 de agosto un grupo de suboficiales de la guarnición del Palacio de la Granja de San Ildefonso, donde estaba la Reina, se levantaran en armas (Motín de La Granja de San Ildefonso) obligándola a jurar la Constitución de 1812 y a nombrar un nuevo gobierno progresista. Tras llevar a la Familia Real a Madrid, la reina encargó la formación de gobierno al progresista José María Calatrava.

## Sistema electoral
Según el Real Decreto de 24 de mayo de 1836:

### Derecho a voto
Sufragio masculino censitario: son electores los varones mayores de 25 años que sean mayores contribuyentes de la provincia en que estén avencidados (hasta un número de 200 electores por cada diputado que haya de ser elegido en dicha provincia); y los mayores de 25 años, cabezas de familia, con determinada profesión o educación (denominadas capacidades) siempre que paguen la cuota prescrita para ser mayores contribuyentes.

### Elegibilidad
Ser ciudadano español, varón, mayor de 25 años, del estado seglar, cabeza de familia con casa abierta y poseer una renta propia de 9.000 reales anuales o pagar 500 reales de contribución directa.

### Método de elección
Para la elección de los 258 procuradores se utilizó el Sistema electoral mayoritario a doble vuelta en 48 circunscripciones con más de un diputado y una con uno solo. En la primera vuelta se necesitaba mayoría absoluta, en la segunda mayoría simple.

## Resultados

### Estamento de Procuradores
| Partido                                                     | Partido             | Tendencia               | Escaños | %    | Votos | % |         | Diferencia |
| ----------------------------------------------------------- | ------------------- | ----------------------- | ------- | ---- | ----- | - | ------- | ---------- |
|                                                             | Partido Moderado    | Liberalismo doctrinario | 80      | 31%  | -     | - | 80/258  | 50         |
|                                                             | Partido Progresista | Liberalismo democrático | 56      | 22%  | -     | - | 56/258  | 63         |
|                                                             | Independientes      | Centrismo               | 122     | 47%  | -     | - | 122/258 | 122        |
| Total                                                       | Total               |                         | 258     | 100% | -     | - | 258/258 |            |
| Fuente: Carreras y Tafunell (Coords.) (2005), p. 1089-1091. |                     |                         |         |      |       |   |         |            |